# Hieronymus Schlossnikel

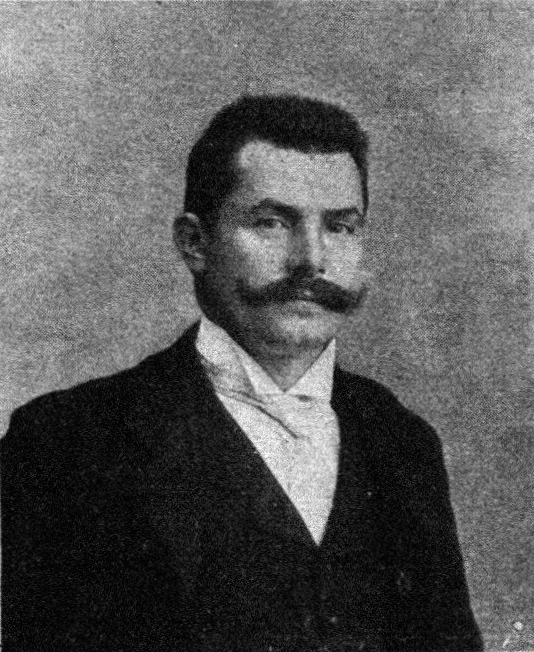
Hieronymus Schlossnikel (um 1907)

Hieronymus Schlossnikel (geboren 21. Oktober 1868 in Neutitschein, Österreich-Ungarn; gestorben 29. Januar 1942 in Sternberg, Landkreis Sternberg, Regierungsbezirk Troppau, Reichsgau Sudetenland) war ein österreichisch-tschechoslowakischer Gewerkschafter und Politiker.

## Leben
Hieronymus Schlossnikel war Sohn eines Webers und erlernte das Hutmacherhandwerk in Neutitschein. Er organisierte sich gewerkschaftlich in der Hutmacherorganisation und in der Sozialdemokratischen Arbeiterpartei (SDAP). Ab 1899 war er Mitglied der Landesparteivertretung Mähren der SDAP und ab 1904 Mitglied der Kontrollkommission. Im Jahr 1900 wurde er als Nachfolger von Ferdinand Hanusch Gewerkschaftssekretär der Tabakarbeitergewerkschaft und der Eisenbahnergewerkschaft in Sternberg.
Schlossnikel sorgte dafür, dass 1905 in Sternberg ein Gewerbegericht geschaffen wurde. Er wurde bei der Reichsratswahl 1907 für die SDAP im Wahlbezirk Landgemeinden Olmütz  in das  Abgeordnetenhaus des Österreichischen Reichsrates gewählt und schied mit Ende der Wahlperiode 1911 aus dem Parlament aus.
Nach der Auflösung Österreich-Ungarns wurde er 1918 Mitglied des Parlaments des Sudetenlandes, das den Anschluss an Deutsch-Österreich im Sinne der Selbstbestimmung der Völker vorantreiben wollte, aber von der Tschechoslowakischen Regierung gewaltsam abgesetzt wurde. Schlossnikel wurde 1919 Mitglied des Parteivorstands der Deutschen sozialdemokratischen Arbeiterpartei in der Tschechoslowakischen Republik (DSAP) und blieb dies bis 1930. Er wurde 1918 zum Mitglied des Stadtrats und 1919 zum Bürgermeister von Sternberg gewählt. Sein Nachfolger wurde 1923 Johann Langer. Bei den dritten Parlamentswahlen 1929 kandidierte Schlossnikel als Ersatzkandidat für den Tschechoslowakischen Senat und rückte im März 1935 für den im Februar verstorbenen DSAP-Senator Hans Jokl nach. Er schied mit Ablauf der Legislaturperiode 1935 aus dem Parlament aus. Als nach den Februarkämpfen in Österreich 1934 die Sozialdemokraten im Ständestaat verfolgt wurden und in die Tschechoslowakei flohen, organisierte er Hilfe für die Schutzbundmitglieder.
Schlossnikel schrieb seit 1904 kleinere Beiträge in den Zeitungen Volksfreund in Brünn, Nordmährische Volkstribüne, für die er von 1912 bis 1921 als Herausgeber fungierte, und in der Volkswacht.